# خورشیدگرفتگی ۲۲ سپتامبر ۱۹۶۸
خورشیدگرفتگی ۲۲ سپتامبر ۱۹۶۸ (به انگلیسی: Solar eclipse of September 22, 1968) یک خورشیدگرفتگی از نوع خورشیدگرفتگی کامل است. این خورشیدگرفتگی در تاریخ ۲۲ سپتامبر ۱۹۶۸ میلادی (‎۳۱ شهریور ۱۳۴۷ خورشیدی) روی داد که زمان اوج آن، ساعت ۱۱:۱۸:۴۶ به‌وقت ساعت هماهنگ جهانی بوده‌است. مدت زمان و طول این خورشیدگرفتگی ۰ دقیقه و ۴۰ ثانیه بود.